# Kosovští Srbové
Kosovští Srbové jsou jednou z etnických skupin v Kosovu a tvoří zde největší etnickou menšinu (5–6 %). V roce 2014 zde žilo kolem 100 000 kosovských Srbů, přibližně polovina z nich v severním Kosovu. Jiné komunity kosovských Srbů žijí v jižních kosovských obcích.
Středověké Srbské království (1217–1346) a Srbská říše (1346–1371) zahrnovaly části území Kosova až do jeho anexe Osmany po bitvě na Kosově poli (1389), která patří mezi jedny z nejpozoruhodnějších událostí srbské historie. Poté bylo součástí srbského despotátu. Moderní srbská historiografie považuje Kosovo v tomto období za politické, náboženské a kulturní jádro středověkého srbského státu.
V osmanském období (1455–1913) procházela situace srbského obyvatelstva v Kosovu různými fázemi. V 16. století byl znovu ustanoven srbský patriarchát Peć a jeho postavení se ještě více upevnilo. Podpora patriarchátu Habsburkům během Velké turecké války v letech 1683–1699 vyvolala na konci 18. století vlnu migrací Srbů do míst pod kontrolou habsburské monarchie. Po získání nezávislosti srbského knížectví na severu bylo Kosovo v polovině 19. století stále více vnímáno jako „kolébka srbské civilizace“ a nazýváno „srbským Jeruzalémem“. Po první balkánské válce v roce 1912 bylo Kosovo anektováno Srbským královstvím.
Jako oblast Království Jugoslávie bylo Kosovo rozděleno na několik banovin. V období před druhou světovou válkou proběhla jugoslávská kolonizace Kosova, která měla za cíl zvýšit počet Srbů v Kosovu s kolonisty ze středního Srbska a Černé Hory. Po druhé světové válce byly kosovské okresy znovu sjednoceny. Byly označovány jako Socialistická autonomní oblast Kosovo. Srbové byli jedním z národů v provincii v rámci Socialistické republiky Srbsko (1944-1992). V důsledku války v Kosovu a po jeho vyhlášení nezávislosti je v roce 2008 částečně uznáno mezinárodním společenstvím. Srbové jsou druhou největší komunitou v Kosovu.
Více než polovina srbské populace v Kosovu před rokem 1999 (226 000), včetně 37 000 Romů, 15 000 balkánských muslimů (včetně Aškalů, Bosňáků a Goranů) a 7 000 dalších nealbánských civilistů byla během kosovské války vyhnána do centrálního Srbska a Černé Hory. Podle Bruselské dohody z roku 2013 se navrhuje založení Společenství srbských obcí, samosprávného sdružení obcí s většinovým srbským obyvatelstvem v Kosovu.